# Chalcides mertensi
Chalcides mertensi (алжирський трипалий сцинк) — вид сцинкоподібних ящірок родини сцинкових (Scincidae). Мешкає в регіоні Магрибу.

## Поширення і екологія
Алжирські трипалі сцинки поширені на півночі Алжиру та на північному заході Тунісу. Вони живуть на луках, в дубових рідколіссях, поблизу струмків та поблизу струмків і сільськогосподарських угідь, на висоті до 1500 м над рівнем моря. Живородні.